# Barbican Estate
El Barbican Estate es un complejo de edificios residenciales construido en la City de Londres, Inglaterra (Reino Unido), entre la década de 1960 y 1970, en un área que había sido devastada por los bombardeos de la Segunda Guerra Mundial y que hoy se encuentra densamente poblada de instituciones financieras. 
El complejo Barbican está compuesto por El Barbican Estate y otra serie de edificios incluidos en él o próximos, como el Barbican Arts Centre, el Museo de Londres, la Guildhall School of Music and Drama, la biblioteca pública Barbican y la City of London School for Girls. 
El complejo Barbican es un ejemplo destacado de la arquitectura brutalista británica y está catalogado como un conjunto grado II de la lista de monumentos clasificados del Reino Unido. Se construyó entre 1965 y 1976, sobre una superficie de 35 hectáreas. El complejo fue diseñado por el estudio de arquitectos Chamberlin, Powell and Bon, cuya primera obra fue el Golden Lane Estate.